# Natació sincronitzada al Campionat del Món de natació de 1998
La competició de natació sincronitzada al Campionat del Món de natació de 1998 es realitzà al Centre Aquàtic de l'Estadi Challenge de la ciutat de Perth (Austràlia).

## Resum de medalles
| Event  | Or | Or     | Plata | Plata  | Bronze | Bronze |
| Solo   | Olga Sedakova (RUS) | 99.467 | Virginie Dedieu (FRA) | 98.667 | Miya Tachibana (JPN) | 97.667 |
| Duet   | RússiaOlga Brusnikina · Olga Sedakova | 99.073 | JapóMiya Tachibana · Miho Takeda | 98.060 | FrançaVirginie Dedieu · Myriam Lignot | 97.323 |
| Equips | RússiaOlga Sedakova · Maria Kisseleva · Anna Iouraeva · Olga Medvedeva · Anna Maslova · Olga Brusnikina · Elena Azarova · Olga Novoksxenova · Alexandra Vassina · Elena Barantseva | 99.317 | JapóRaika Fujii · Yoko Isoda · Miho Kawabe · Mika Kawabe · Rei Jimbo · Akiko Miyazaki · Riho Nakajima · Miya Tachibana · Miho Takeda · Yuko Yoneda | 98.104 | Estats UnitsCarrie Barton · Kara Duncan · Bridget Finn · Tracie Gayeski · Rebecca Jasontek · Tina Kasid · Kristina Lum · Emily Marsh · Elicia Marshall · Kim Wurzel | 96.829 |

## Medaller
| Posició | País         | Or | Plata | Bronze | Total |
| 1       | Rússia       | 3  | 0     | 0      | 3     |
| 2       | Japó         | 0  | 2     | 1      | 3     |
| 3       | França       | 0  | 1     | 1      | 2     |
| 4       | Estats Units | 0  | 0     | 1      | 1     |
| Total   | Total        | 3  | 3     | 3      | 9     |